# 翟毅东
翟毅东（1917年—1974年8月12日），原名翟明仁，山东临邑人，中国人民解放军少将。

## 生平
早年在北平大同中学读书时参加一二·九运动。1936年2月，经同学王维介绍，加入中华民族解放先锋队。1937年9月，参加莒南十字路乡乡长谢辉组织的游击队。同年12月，游击队被缩编为国民革命军临沂第三专区独立营第三连，担任排长。期间，结识了中共山东省委的汪洋。1938年3月，在汪洋策动下，独立营借调防之机，宣布起义。与八路军山东游击队会合，被编为第四支队第三团，仍任排长。同月，经汪洋介绍加入中国共产党。10月，升任营长。1940年11月，调任山东纵队第四旅第十团参谋长。1944年8月，调任鲁中军区泰山军分区作战科科长，伏击吴化文部队。同年12月，任十团副团长，之后率部攻克日军与满州国军据点。1945年7月，担任团长。8月奉命从海路进入辽东半岛到达安东，归东北民主联军辽东军区指挥，编为东进支队，任支队长，并在临江战役中，俘获满州国皇族及辎重。1945年1月，支队划归辽南军区，任第五军分区司令员。1948年1月，改任辽南军区独立师副师长。5月，独立师整编为东北野战军第五纵队十三师，继续任副师长，后改编为四十二军124师。辽沈战役后，奉命秘密入关。途中因师政委李辉、政治部主任胡寅翻车牺牲，师长徐国夫受重伤，由他指挥该部参加平津战役，并成功完成攻打丰台任务；中共占领北平后，升任该师师长。
1949年6月，四十二军南下入川作战，124师连续攻克万县、宜昌等地。攻占四川全境后，他奉命率部回到东北，组织开荒生产，支援朝鲜战争。因长期紧张工作和劳累，他身染癫痫病，并因病反复发作，离职休养。1951年4月，任第二十三步兵学校校长。翌年，调任二十一步兵学校校长。1954年4月，调任政治学院队列部部长、军事教授会主任，高等军事学院学员。1964年5月，调任济南军区内长山要塞区司令员。1972年2月调国防科学技术委员会工作。1955年获二级独立自由勋章、二级解放勋章。1974年8月12日，在北京逝世。